# Станіслав Крижановський
Станіслав Крижановський (пол. Stanisław Filip Jakub Krzyżanowski; Кшижанівський, Кшижановський, Кжижановський Станіслав-Філіп-Якуб; 1841, м. Санкт-Петербург — 31 березня 1881, м. Варшава) — польський історик і археолог. Член Краківського наукового товариства, краківської Академії знань (Akademia Umiejętności), Імператорського Московського археологічного товариства.

## Життєпис
Народився в м. Санкт-Петербург у сім'ї Міхала та Ідалії (з роду Ружанських) Крижановських. Батько служив чиновником. Мати померла 1841. Отримав початкову домашню освіту, 1852—1856 навчався в Немирівській гімназії. 1857 подорожував Західною Європою, захопився пізнанням давнини. 1858 вступив на історико-філологічне відділення Університету св. Володимира. Від 1861 навчався на філософському факультеті Ягеллонського університету в м. Краків, цього ж року вперше обнародував свої мандрівні нотатки, наступного — опублікував нарис «Tulczyn» («Тульчин»).
1862 повернувся в Україну, замешкав у родинній садибі с. Черповоди Уманського повіту Київської губернії. 1865, по втраті батька, успадкував маєток. Господарював, водночас займався історичними дослідженнями, збирав мистецькі твори, старожитності. До його колекції потрапили, зокрема, документи, головно українські акти 17–18-го ст., зібрані в 1850-х рр. учителем чернігівської гімназії польським письменником М.Ґожковським (Ґоржковським). 1868 видав у Кракові листування кам'янецького коменданта Яна де Вітта (діда Івана Вітта) за 1777–79.
1870 здобув вищу освіту, завершив докторську дисертацію про Шимона Окольського. Розгорнув видання «Rocznik dla Archeologόw, Numizmatykόw i Bibliografόw Polskich» («Щорічник для польських археологів, нумізматів і бібліографів»), у якому працював як редактор і друкувався як автор. Збирав матеріали з історії Польщі, уклав геральдичний словник, життєпис археолога Є.Тишкевича, генеалогію роду Крижановських, довідник про польських колекціонерів та їхні раритети, огляд деяких пам'яток, зокрема з Одеського історико-археологічного музею, покажчик населених пунктів колишнього Брацлавського воєводства. Оприлюднив низку краєзнавчих розвідок, у тому числі про костьол Пресвятої Діви Марії в Могилеві-Подільському.
1875 переїхав до Львова. Там став одним із засновників і головою місцевого Археологічного товариства.
Помер у м. Варшава.
Посмертно 1880 у 1-му томі енциклопедії «Słownik Geograficzny Krόlestwa Polskiego i innych krajόw słowiańskich» («Географічний словник Королівства Польського та інших слов'янських країв») уміщено його статтю «Czerpowody» («Черповоди»).